# Devolutierecht
De essentie van het devolutierecht is dat bij overlijden van een van de ouders alle roerende en onroerende bezittingen overgaan (devolveren) op de kinderen. De weduwnaar of weduwe verkrijgt daarbij het levenslange vruchtgebruik. Het devolutierecht bevoordeelt voluit kinderen uit een eerste huwelijk, ten nadele van dezen uit een tweede huwelijk. Anders gezegd: het "eerste bed" heeft voorrang op het "tweede bed" in erfeniskwesties.
Het devolutierecht is een gewoonterecht dat van oudsher gold in verschillende gewoonterechtsgebieden in West-Europa, te weten:
- in de Westfaalse, Frankische, Thüringse en Zuidduitse landen van het Heilige Roomse Rijk,
- in noordelijke en noordoostelijke delen van de Franse pays de droit coutumier, met name in Artesië en Elzas-Lotharingen,
- wat de Lage Landen betreft in het oostelijk deel van Brabant maar niet in het hertogelijk huis zelf van Brabant, in de landen van Overmaas, in Opper-Gelre, Henegouwen, Luxemburg, Maastricht, Namen en Luik.

Bij de overgang naar het Continentaal recht aan het einde van de 18e, begin van de 19e eeuw werd het devolutierecht in al deze gebieden afgeschaft.

## Echt Reglement
Na de vrede van Münster respecteerden de Staten-Generaal het devolutierecht toen ze in 1656 het "Echt Reglement voor de Generaliteitslanden" opstelden. In de praktijk werd aan het devolutierecht niet strak de hand gehouden en vervielen de kinderen verweckt in het eerste bedde vaak tot armoede. Sprookjes met boze stiefmoeders dragen een kern van waarheid in het niet-respecteren van het devolutierecht. Omwille van dit probleem bij erfenissen hebben de Staten-Generaal in 1708 het Echt Reglement aangescherpt met de verplichting dat een weduwnaar of weduwe die wil hertrouwen eerst de boedel in een schepenakte moet laten beschrijven, om zo de erfenis van de kinderen uit het eerste huwelijk zeker te stellen. 
Dankzij het Echt Reglement kunnen in schepenakten uit de 18e eeuw vele historisch interessante gegevens gevonden worden over inventarissen in Nederlands Brabant en Limburg.

## Devolutieoorlog
In 1667 baseerde de Franse koning Lodewijk XIV zich op het devolutierecht om de Spaanse Nederlanden op te eisen voor zijn echtgenote Maria-Theresia. Volgens Lodewijk XIV had zij recht op de Zuidelijke Nederlanden omdat zij het enig in leven zijnde kind was uit het eerste huwelijk van koning Filips IV van Spanje. De Spaanse koning was overleden in 1665 en opgevolgd door zijn zoon Karel II, die geboren was uit het tweede huwelijk van Filips IV. De aanspraak van Lodewijk XIV leidde tot de Devolutieoorlog.